# L'Esprit du judaïsme
 (juillet 2024).
L'Esprit du judaïsme, est un livre philosophique, politique et personnel de Bernard-Henri Lévy, publié aux éditions Grasset, en 2016. 

## Thématiques
L'auteur aborde les héritages de Rachi, Chrétien de Troyes, Jean Bodin, Marcel Proust ou encore, Jean-Paul Sartre, Jonas, dans une histoire juive de l’humanité, de liberté mais aussi d’universalité. Qualifié de « livre important » par le Grand Rabbin de France, Haïm Korsia, cet ouvrage est également pour l'auteur un récit engagé, dans lequel il revient sur ses combats internationaux, sur l'antisémitisme ou encore son rapport à Israël : « Le Juif est venu au monde, non pour croire, mais pour étudier et comprendre ».